# ميافي
تاكاماسا ايشيهارا أوميافي (باليابانية: MIYAVI) مواليد 14 سبتمبر 1981، هو مغني وممثل وكاتب غنائي ومغن مؤلف ومنتج أسطوانات ياباني بدأ مسيرته الفنية سنة 1999. يُعرف بالوسط الفني باسم ميافي. ببداياته الفنية كان عازف غيتار بفرقة visual kei، وبعد تفكك الفرقة أصبح مُغني منفرد منذ سنة 2002. في سنة 2007 إنظم لفرقة الروك اليابانية الشهيرة (.S.K.I.N). وفي سنة 2009 أسس شركته الخاصة (J-Glam). قام بعدة جولات حول العالم، وقدم أكثر من 200 عرض.

## وصلات خارجية
- ميافي على موقع IMDb (الإنجليزية)
- ميافي على موقع ألو سيني (الفرنسية)
- ميافي على موقع ميوزك برينز (الإنجليزية)
- ميافي على موقع أول موفي (الإنجليزية)
- ميافي على موقع قاعدة بيانات الأفلام السويدية (السويدية)
- ميافي على موقع أول ميوزيك (الإنجليزية)
- ميافي على موقع ديسكوغز (الإنجليزية)
- ميافي على موقع ديسكوغز (الإنجليزية)
- ميافي على موقع قاعدة بيانات الفيلم (الإنجليزية)
- ميافي على موقع كينوبويسك (الروسية)

- الموقع